# Regillum
Regillum (llatí: Regillum grec antic: Ῥήγιλλον) va ser una ciutat dels sabins esmentada per antics escriptors com a lloc de residència d'Atta o Attius Clausus, que va emigrar a Roma cap a l'any 505 aC amb un gran nombre de clients i seguidors, i va adoptar el nom d'Appius Claudius, fundant la tribu i la gens Clàudia.
Seixanta anys després Gai Claudi Sabí, oncle del decemvir Api Claudi Cras, es va retirar temporalment a Regillum, el lloc de naixement dels seus avantpassats, diu Titus Livi. Després d'això la ciutat no torna a aparèixer ni s'ha pogut situar.